# 민병희
민병희(閔丙熹, 1953년 6월 28일~)는 대한민국의 정치인, 교사 출신 노동운동가이다.
2010년 6월 2일 실시된 제5회 전국동시지방선거에서 진보 성향으로 당선된 강원도교육감이다.

## 생애
1953년 강원도 춘천에서 출생했다. 춘천고등학교와 강원대학교 수학교육학과를 졸업했다.
1974년 정선여자중학교 교사로 시작해 25년 가량 교직에 종사했으며, 전국교직원노동조합 강원지부장을 세 차례 지냈다.
1989년 춘천여자고등학교 교사 재직 중 전국교직원노동조합 결성을 주도하였고, 이 때문에 해직되었다가 1994년 3월 복직해 춘천 소양중학교 교사로 발령되었다.
2002년 인제 원통중학교 교사 근무 중 제4대 강원도교육위원에 출마해 당선되었고 교직을 퇴직했다. 이후 제5대 교육위원에 재선되었다.

### 강원도교육감
2010년 6월 2일 지방자치단체장 선거에서 현직 교육감인 한장수 후보를 따돌리고 39.9%의 득표율로 당선되었다.
2010년 7월부터 2014년 6월까지 제5대 강원도 교육청 교육감으로 재임했다.
주민직선 1기 강원도교육감 재직 중 고교 평준화를 도입하여 2012년부터 비평준화 지역이었던 춘천과 원주, 강릉지역에서 평준화를 실시하기로 하였다. 선거 과정에서는 과반수가 찬성하면 평준화를 도입하겠다고 하였으나, 여론조사 뿐아니라 용역을 줘 타당성 검토와 함께 보완점을 연구하게 한 뒤 평준화를 도입했다.
2014년 6월 4일 제6회 전국동시지방선거에서 46.4%를 득표하여 38.1%를 득표한 김선배 후보를 제치고 재선에 성공하였다.
2014년 7월부터 2018년 6월까지 제6대 강원도 교육청 교육감으로 재임했으며, 2016년 7월부터 2018년 6월까지 제6대 전국시도교육감협의회 부회장을 지냈다.
2018년 6월 13일 제7회 전국동시지방선거에서 54.8%를 득표하여 45.2%를 얻은 신경호 후보를 제치고 3선에 성공하였다.
2018년 7월부터 2022년 6월까지 제7대 강원도 교육청 교육감으로 재임했다.

## 학교생활기록부 기재 업무처리 부당
2012년 8월 28일부터 9월 5일까지 교육과학기술부는 강원도교육청에 대한 특정감사를 실시했다.
민병희는 강원도교육감 재직 중 초․중등교육법, 교육과학기술부령 및 훈령에 따라 학교폭력 가해학생 조치사항을 학교생활기록부에 기재해야 하는데도, 이를 거부하거나 보류하였다. 민병희는 강원도교육청에 지시하여 2012년 2월 9일부터 8월 9일까지 교육과학기술부로부터 4차례에 걸쳐 학교폭력 가해학생 조치사항에 대한 학교생활기록부 기재 요구 안내 공문을 받고도 학교에 이첩하지 않았고, 학교생활기록부 기재 보류를 지시했다. 2012년 8월 13일 강원도교육청 대변인은 ‘교과부 감사팀 권한 밖 행위 잇따라, 시종일관 고압적 자세로 감사 진행’ 등 교육과학기술부 감사단의 활동과 다른 사실의 보도자료를 발표하였고, 강원도교육청은 관련자 출석 요구를 거부하였다. 또한 강원도교육청은 2012년 8월 23일 교육과학기술부의 기재보류에 대한 시정명령과 2012년 8월 27일 직권취소 명령을 이행하지 않아 학교현장의 혼란을 초래하였다.

## 범죄전력
1990년 벌금형 선고, 1992년 벌금형 선고 전력이 각 존재한다.

### 공무원으로서 선거 관여
민병희는 2010년 7월 1일부터 강원도교육감으로 재직하면서 강원도 교육·학예에 관한 집행 사무를 총괄하는 사람으로, 평소 강원도 지역 교육 관련 현안 및 정책 등에 대한 홍보 차원에서 지역 언론기관 기자들을 대상으로 정기적으로 '기자 차담회'를 개최해왔다.
공무원 등 법령에 따라 정치적 중립을 지켜야 하는 자는 직무와 관련하여 또는 지위를 이용하여 선거에 부당한 영향력을 행사하는 등 선거에 영향을 미치는 행위를 할 수 없다.
그럼에도 민병희는 C선거구 제21대 국회의원 총선거 예비후보자인 D가 2020년 3월 24일 'E에 국제학교 설립을 추진하겠다.'라는 내용의 계획을 발표하고 당일 그 내용이 언론에 보도되자, 그 다음날인 2020년 3월 25일 F에 있는 강원도교육청에서 실시한 '기자 차담회'에 참석하여, '신학기 개학준비 추진단 운영' 등 예정된 주제 관련 발언을 마친 후, 현장에 있던 지역 언론기관 기자 5명에게 "그리고, 어느 국회의원 한 분이 국제고등학교를 설립하겠다고 공약을 내놓은 것 같은데, 그건 가짜 저 허위사실입니다. 그 … 고등학교 설립 권한은 저 교육감에게 있습니다. 그런데 우린 아직까지 그런, 그런 계획을 세운 바 없고 전혀 그런 사실이 아니다. 요런, 그런 식으로 해서 그 표를 모으려고 해서는 안 된다 하는 … 오늘 자료를 아마 보도자료를 낼 겁니다. 참고하시기 바랍니다.", "먼저도 저 뭐 G 설립하겠다고 뭐 이래가지고 일단 표는 다 얻고 사실이 아니었 잖아요. 그 똑같애요 그래서."라고 D에 대한 비난 취지 발언을 하여, 자신의 발언 내용이 언론에 보도되게 하였다.
이로써 민병희는 교육감으로서 강원도 교육 정책에 관한 객관적 입장 표명을 넘어, 선거임박 시점에 특정 예비후보자의 특정 계획을 구체적으로 지목하면서 이를 명시적으로 선거와 연계하여 비난하는 발언을 함으로써, 직무와 관련하여 또는 지위를 이용하여 선거에 영향을 미치는 행위를 하였다(공직선거법 제85조 제1항 위반)
2021년 2월 16일 춘천지방법원은 민병희에게 공직선거법위반 죄로 벌금 70만원 형을 선고하였다.

## 미성년자에게 술 권유 논란
2019년 10월, 업무추진비 공개 내역에서 교육청 직원 간담회를 열었던 도중에 거기서 고등학교 3학년이었던 아르바이트 남학생에게 술을 권유하여 논란이 일었다. 논란이 일자 본인은 학생인 줄 몰랐다고 해명하였다.

## 학력
- 춘천 교동국민학교 졸업
- 춘천중학교 졸업
- 춘천고등학교 졸업
- 강원대학교 수학교육과 졸업

## 역대 선거 결과
|  | 39.91% |

|  | 46.40% |

|  | 54.12% |